# Fear Questionnaire
Das Fear Questionaire (FQ) ist ein englischsprachiger Fragebogen zur Selbstbeurteilung von Angstsymptomen und wurde unter dem Titel Angstfragebogen (AF) ins Deutsche übersetzt. Die S3-Leitlinie für Angststörungen empfiehlt den Fragebogen zur Schweregradbestimmung von spezifischen Phobien. In einer Analyse von Marks und Mathews zeigten sich drei phobische Faktoren: Agoraphobie, soziale Angst und Angst vor Verletzungen, sowie ein Angst-Depressions-Faktor. Der Fragebogen soll daher typische agoraphobische Situationen enthalten, soziale Ängste und Ängste vor Verletzungen. Die englische Fassung stammt von Marks und Mathews aus dem Jahr 1979. Die deutsche Fassung stammt von Heinrichs (2003) und Klaann, Hahlweg und Heinrichs (2003). Der Fragebogen besteht aus mehreren Teilen. Im ersten Teil soll der Befragte angeben, wovor er Angst hat, wobei diese Frage in der deutschen Übersetzung fehlt. Im zweiten Teil folgen 15 Fragen, in denen konkrete Situationen geschildert werden und der Befragte soll auf einer achtstufigen Skala angeben, wie sehr er diese Situationen vermeidet. Der dritte Teil besteht aus fünf Fragen, wie hoch der Leidensdruck und die Beeinträchtigung durch ängstliche und depressive Gefühle und Gedanken ist. Der vierte Teil besteht aus einer Frage, wie stark die gegenwärtige Angst auf einer achtstufigen Skala ist.